# Unione Sportiva Pro Sesto 1949-1950
Questa voce raccoglie le informazioni riguardanti l'Unione Sportiva Pro Sesto nelle competizioni ufficiali della stagione 1949-1950.

## Stagione
Nella stagione 1949-50 la Pro Sesto ha disputato il campionato di Serie B, con 13 punti in classifica si è piazzata in ventiduesima ed ultima posizione, retrocedendo in Serie C con Alessandria, Empoli, Taranto e Prato. Il torneo è stato vinto dal Napoli con 61 punti davanti all'Udinese con 60 punti, entrambe promosse in Serie A, al terzo posto il Legnano con 57 punti.
L'inizio della nuova stagione ripresenta il problema della crisi finanziaria, per cercare una soluzione il sindaco Oldrini convoca gli industriali di Sesto ma non viene ottenuto nulla. Si dimette il presidente Luigi Merati, il primo settembre l'assemblea dei soci elegge presidente provvisorio Carlo Dubini e vicepresidenti Valentini e Brioschi. Viene deciso di affidare a Osvaldo Ferrini l'incarico di giocatore-allenatore e di iniziare il campionato con quel che resta dello smembramento della squadra. Perché sono molte le defezioni, Giosuè Sanvito passa al Milan, Ernesto Corno e Araldo Pirola al Monza, Costantino Galbiati al Pavia, Enrico Pirovano e Alberto Meroni al Seregno. Marcello Castoldi al Pisa, Arpad Fekete rientra al Como che lo cederà alla Spal. L'unico acquisto è quello di Mario Vergani dalla Falck, rientano all'ovile Mario Cordioli e Guerrino Dal Miglio e vengono promossi in prima squadra molti giovani. Prima dell'inizio del campionato se ne vanno anche Lodovico De Filippis alla Marzoli Pro Palazzolo e Battista Anreoni al Pavia. Al termine del torneo arriva una retrocessione ampiamente annunciata, la Serie B a girone unico si è dimostrata non adatta alle potenzialità economiche della società sestese.

## Rosa
| N. |                   | Ruolo | Calciatore          |
| -- | ----------------- | ----- | ------------------- |
|    | Italia (bandiera) | A     | Sergio Angelini     |
|    | Italia (bandiera) | A     | Enrico Bresciani    |
|    | Italia (bandiera) | A     | Aldo Buga           |
|    | Italia (bandiera) | A     | Franco Canali       |
|    | Italia (bandiera) | C     | Franco Carminati    |
|    | Italia (bandiera) | C     | Piero Cereda        |
|    | Italia (bandiera) | D     | Luigi Colzani       |
|    | Italia (bandiera) | A     | Mario Cordioli      |
|    | Italia (bandiera) | A     | Giuseppe Corti      |
|    | Italia (bandiera) | A     | Guerrino Dal Miglio |
|    | Italia (bandiera) | D     | Carlo Della Bassa   |
|    | Italia (bandiera) | C     | Sergio Faccin       |
|    | Italia (bandiera) | A     | Giovanni Farina     |

| N. |                     | Ruolo | Calciatore          |
| -- | ------------------- | ----- | ------------------- |
|    | Italia (bandiera)   | D     | Osvaldo Ferrini     |
|    | Ungheria (bandiera) | A     | János Hrotkó        |
|    | Italia (bandiera)   | P     | Gianni Mattioni     |
|    | Italia (bandiera)   | P     | Bruno Maurizi       |
|    | Italia (bandiera)   | C     | Francesco Meregalli |
|    | Italia (bandiera)   | C     | Mario Puricelli     |
|    | Italia (bandiera)   | D     | Alfieri Sacchetti   |
|    | Italia (bandiera)   | A     | Aldo Sacco          |
|    | Italia (bandiera)   | A     | Carlo Stucchi       |
|    | Italia (bandiera)   | C     | Tino Stucchi        |
|    | Italia (bandiera)   | D     | Battista Tresoldi   |
|    | Italia (bandiera)   | A     | Mario Vergani       |
|    | Italia (bandiera)   | C     | Angelo Villa        |

## Risultati

### Campionato

#### Girone di andata
| Arbitro: | Casini (Palermo) |

|                                              |           |  |
| D'Alconzo 4’ De Andreis 36’, 73’ Krieziu 87’ | Marcatori |  |

| Arbitro: | Morielli (Genova) |

|                      |           |                                |
| Farina 4’ Canali 61’ | Marcatori | 27’ Pozzan 55’, 78’ De Lazzari |

| Arbitro: | Parpaiola (Padova) |

|                 |           |  |
| Masoni 60’, 76’ | Marcatori |  |

| Arbitro: | Boffardi (Genova) |

|                                                                                                  |           |             |
| Sacchetti 5’ (aut.) Vergazzola 65’ Trapanelli 70’ (rig.) Giorgioni 74’ Grillone 76’ Di Paola 86’ | Marcatori | 4’ Angelini |

| Arbitro: | Longagnani (Modena) |

|  |           |             |
|  | Marcatori | 69’ Rolando |

| Arbitro: | Maurelli (Roma) |

|                                 |           |  |
| Quaresima 52’ Santagiuliana 70’ | Marcatori |  |

| Arbitro: | Guarda (Mestre) |

|                     |           |               |
| Corti 36’ Villa 90’ | Marcatori | 47’ Micheloni |

| Arbitro: | Savio (Torino) |

|                         |           |               |
| Cordioli 10’ Canali 69’ | Marcatori | 53’ Giorgetti |

| Arbitro: | Mosca (Napoli) |

|                           |           |            |
| Canavesi 52’ Di Fonte 72’ | Marcatori | 35’ Farina |

| Arbitro: | Poggipollini (Ferrara) |

|              |           |            |
| Angelini 18’ | Marcatori | 47’ Ercoli |

| Arbitro: | Zambotto (Padova) |

|                                                                  |           |            |
| Colombi 3’, 7’, 80’ De Vito 9’ Ciccarelli 44’, 63’ Trevisani 46’ | Marcatori | 37’ Farina |

| Arbitro: | Tibaldi (Savona) |

|                   |           |                                                       |
| Cordioli 67’, 89’ | Marcatori | 5’, 41’, 82’ Colosio 11’ Simatoc 17’, 88’ Bertoni III |

| Arbitro: | Liverani (Torino) |

|                                    |           |  |
| Salar 62’ (aut.) Hrotko 66’ (rig.) | Marcatori |  |

| Arbitro: | Pizzato (Mestre) |

|                                       |           |  |
| Scagliarini 23’, 36’, 71’ Baruzzi 74’ | Marcatori |  |

| Arbitro: | Boffardi (Genova) |

|  |           |                              |
|  | Marcatori | 22’ (aut.) Ferrini 67’ Darin |

| Arbitro: | Casini (Palermo) |

|                        |           |  |
| Malavasi 48’, 72’, 75’ | Marcatori |  |

| Arbitro: | Righi (Milano) |

|                                               |           |  |
| Pravisano 9’ Molina 26’ Mozzambani 71’ (rig.) | Marcatori |  |

| Arbitro: | Cartei (Firenze) |

|  |           |            |
|  | Marcatori | 33’ Romani |

| Arbitro: | Franzi (Vercelli) |

|                              |           |            |
| Sifredi 19’ Rizzato 55’, 80’ | Marcatori | 90’ Hrotko |

| Arbitro: | Cambi (Livorno) |

|              |           |                            |
| Cordioli 31’ | Marcatori | 41’ Dalcerri 49’ Goldaniga |

| Arbitro: | Guarda (Mestre) |

|                                                                     |           |  |
| Brighenti 4’ Sørensen 12’, 49’ (rig.) Barbieri 64’, 79’ Manenti 85’ | Marcatori |  |

#### Girone di ritorno
| Arbitro: | Boffardi (Genova) |

|  |           |             |
|  | Marcatori | 52’ Krieziu |

| Arbitro: | Fortina (Novara) |

|                       |           |              |
| Sega 56’ Tavellin 85’ | Marcatori | 74’ Angelini |

| Arbitro: | Tibaldi (Savona) |

|  |           |           |
|  | Marcatori | 17’ Maggi |

| Arbitro: | Guarda (Mestre) |

|              |           |  |
| Angelini 23’ | Marcatori |  |

| Arbitro: | Morielli (Genova) |

|                                                                               |           |            |
| Meregalli 1’ (aut.) Rawcliffe 4’, 27’ Albertelli 43’ Bussetti 65’ Carelli 75’ | Marcatori | 37’ Farina |

| Arbitro: | Zilli (Reggio Emilia) |

|                       |           |               |
| Corti 27’ Vergani 52’ | Marcatori | 13’ Quaresima |

| Arbitro: | Cappucci (Roma) |

|                                                   |           |             |
| Micheloni 8’, 27’, 62’ Badii 13’, 15’ Bussone 25’ | Marcatori | 22’ Vergani |

| Arbitro: | Occhinegro (Taranto) |

|                                  |           |                    |
| Giorgetti 22’, 44’ Bislenghi 79’ | Marcatori | 54’ (aut.) Vissani |

| Arbitro: | Neri (Vicenza) |

|                   |           |                                        |
| Cordioli 30’, 47’ | Marcatori | 39’ Luzzi 59’ Arcari IV 83’ Castellano |

| Arbitro: | Caputi (Molfetta) |

|                                |           |                  |
| Gregorin 40’ Grosso 51’ (rig.) | Marcatori | 29’ (aut.) Zonch |

| Arbitro: | Liverani (Torino) |

|             |           |                                          |
| Vergani 46’ | Marcatori | 5’, 45’ Trevisani 72’ (rig.) 89’ Colombi |

| Arbitro: | Mosca (Napoli) |

|                               |           |              |
| Bertoni 14’, 71’ Trenzani 79’ | Marcatori | 83’ Angelini |

| Arbitro: | Franzi (Vercelli) |

|                                             |           |            |
| Clochiatti 40’, 70’ (rig.) Ferrari 83’, 84’ | Marcatori | 16’ Hrotko |

| Arbitro: | Bernardi (Savona) |

|           |           |                        |
| Corti 79’ | Marcatori | 27’ Dl Bon 78’ Forlani |

| Arbitro: | Battistini (Bologna) |

|                                                |           |  |
| Darin 18’, 65’ Dalle Vacche 60’, 76’ Roffi 68’ | Marcatori |  |

| Arbitro: | Vilella (Trieste) |

|  |           |           |
|  | Marcatori | 65’ Vinci |

| Arbitro: | Bilotti (Ravenna) |

|  |           |                             |
|  | Marcatori | 40’ Pravisano 80’ Puricelli |

| Arbitro: | Gentile (Catanzaro) |

|          |           |  |
| Fusco 1’ | Marcatori |  |

| Arbitro: | Cortesi (Ravenna) |

|                   |           |            |
| Cordioli 23’, 53’ | Marcatori | 3’ Orlando |

| Arbitro: | Bernasconi (Firenze) |

|                                                            |           |            |
| Dalcerri 7’, 11’ Szoke 30’ Cavagnero 39’ Sichel I 71’, 72’ | Marcatori | 54’ Farina |

| Arbitro: | Baldo (Alessandria) |

|                                |           |                                                     |
| Cordioli 77’ Carlo Stucchi 80’ | Marcatori | 13’ Neri 38’ Giovetti 53’ Brighenti 76’, 89’ Cuoghi |

## Statistiche

### Statistiche di squadra
| Competizione | Punti | In casa | In casa | In casa | In casa | In casa | In casa | In trasferta | In trasferta | In trasferta | In trasferta | In trasferta | In trasferta | Totale | Totale | Totale | Totale | Totale | Totale | DR  |
| Competizione | Punti | G       | V       | N       | P       | Gf      | Gs      | G            | V            | N            | P            | Gf           | Gs           | G      | V      | N      | P      | Gf     | Gs     | DR  |
| ------------ | ----- | ------- | ------- | ------- | ------- | ------- | ------- | ------------ | ------------ | ------------ | ------------ | ------------ | ------------ | ------ | ------ | ------ | ------ | ------ | ------ | --- |
| Serie B      | 13    | 21      | 6       | 1       | 14      | 23      | 39      | 21           | 0            | 0            | 21           | 12           | 80           | 42     | 6      | 1      | 35     | 35     | 119    | -84 |

### Statistiche dei giocatori
| Giocatore      | Serie B  | Serie B |
| Giocatore      | Presenze | Reti    |
| -------------- | -------- | ------- |
| S. Angelini    | 27       | 5       |
| E. Bresciani   | 6        | 0       |
| A. Buga        | 1        | 0       |
| F. Canali      | 14       | 2       |
| F. Carminati   | 3        | 0       |
| P. Cereda      | 26       | 0       |
| L. Colzani     | 9        | 0       |
| M. Cordioli    | 37       | 9       |
| G. Corti       | 39       | 3       |
| G. Dal Miglio  | 1        | 0       |
| C. Della Bassa | 19       | 0       |
| S. Faccin      | 2        | 0       |
| G. Farina      | 36       | 5       |
| O. Ferrini     | 13       | 0       |
| J. Hrotko      | 22       | 3       |
| G. Mattioni    | 4        | -9      |
| B. Maurizi     | 38       | -110    |
| F. Meregalli   | 42       | 0       |
| M. Puricelli   | 6        | 0       |
| A. Sacchetti   | 23       | 0       |
| A. Sacco       | 11       | 0       |
| C. Stucchi     | 13       | 1       |
| B. Tresoldi    | 23       | 0       |
| M. Vergani     | 20       | 3       |
| A. Villa       | 27       | 1       |